# Arawn
In de Mabinogion is Arawn de koning van het magische rijk Annwfyn. Hij is in oorlog met Hafgan, maar kan deze niet doden omdat Hafgan slechts met een enkele slag gedood kan worden en Arawn hem al meerdere slagen gegeven heeft. Als Pwyll tijdens de jacht Arawn ontmoet en deze beledigt door het hert op te eisen, moet hij als tegenprestatie een jaar diens gedaante en plaats innemen in Annwfyn en de dag erop in Arawns plaats tegen Hafgan strijden. Pwyll doodt Hafgan en Arawn en Pwyll zijn daarna vrienden en bondgenoten. Arawn is later ook bevriend met Pwylls zoon Pryderi, die hij zwijnen uit de Andere Wereld schenkt. Gwydion zoon van Dôn tracht die te bemachtigen om een strijd uit te lokken tussen Math zoon van Mathonwy en Pryderi.
Annwfyn · Arawn · Arthur · Arianrhod · Bran · Branwen · Culhwch · Dôn · Efnisien · Gereint · Llŷr · Macsen Wledic · Manawyddan · Matholwch · Pwyll · Rhiannon